# Idiurus zenkeri
Idiurus zenkeri је врста глодара из породице афричке летеће веверице (Anomaluridae).

## Распрострањење
Ареал врсте је ограничен на мањи број држава у средњој Африци.
Врста има станиште у Екваторијалној Гвинеји, Камеруну, ДР Конгу, Републици Конго, и Централноафричкој Републици. Присуство у Уганди је непотврђено.

## Станиште
Станиште врсте су шуме.

## Угроженост
Ова врста није угрожена, и наведена је као последња брига јер има широко распрострањење.